# Tang Shunzong
Tang Shunzong, nato col come Lǐ Sòng (李誦) (唐順宗, Táng Shùnzōng; 761 – 11 febbraio 806), è stato il primogenito di Tang Dezong, ed è il tredicesimo imperatore della dinastia Tang (se si esclude l'imperatrice Wu), regnando fino all'805.
Con i quattordici anni dell'impero di Dai Zong (il nome dell'era è Da Li) Shunzong diventa principe ereditario.
Con i ventuno anni al trono di De Zong (l'era è Zhen Yuan), l'era muta in "Yong Zhen".
Dopo aver nominato Wang Pi e Wang Shuwen all'accademia Hanlin, con l'assistenza di Han Tai, Han Ye, Ling Zhun, Cheng Yi, Wei Zhiyi e altri, denunciò la corruzione e la cattiva amministrazione sin da quando De Zong si era occupato delle riforme.
Abolì il Mercato di Palazzo, sospese le entrate derivanti da sale e ferro, contrastò i poteri locali, e provò a sottrarre il potere militare agli eunuchi.
Questo insieme di riforme è noto alla storia come "riforme di Yong Zhen".
Il suo regno dura poco perché ben presto viene colpito da un ictus.
Nell'agosto dello stesso anno, l'eunuco Ju Wenzhen, cospirò con una parte del governo ufficiale e principi rivali, e lo costrinse ad abdicare.
Nell'occasione erano presenti il principe ereditario Xian Zong, e l'episodio è noto come "abdicazione in Yong Zhen").
Verranno anche condannati Han Tai e altri otto ("i due Wang e gli otto Sima").
Quello era l'anno in cui si ammalò e morì, anche se si dice che sia stato assassinato dagli eunuchi.
Il suo nome postumo divenne "Imperatore di grande calma e pietà filiale, estremamente virtuoso e saggio".